# Ghiorghi Margvelașvili
Ghiorghi Margvelașvili (în georgiană გიორგი მარგველაშვილი, n. 4 septembrie 1969) este un politician georgian, care începând cu 17 noiembrie 2013 este președintele Georgiei.
Margvelașvili are studii de filosofie si inaintea carierei politice a lucrat în domeniul comentariilor politice, al învățământului și al relațiilor publice.
El a fost în două cadențe rector al Institutului de relații publice din Tbilisi.